# Daniel Clark (politikus)
Daniel Clark (Stratham, 1809. október 24. – Manchester, 1891. január 2.) az Amerikai Egyesült Államok szenátora (New Hampshire, 1857–1866).